# Matti Kassila
Matti Uolevi Kassila, né le 12 janvier 1924 à Keuruu et mort le 14 décembre 2018 à Vantaa[réf. nécessaire], est un réalisateur, un scénariste et un acteur finlandais.

## Biographie

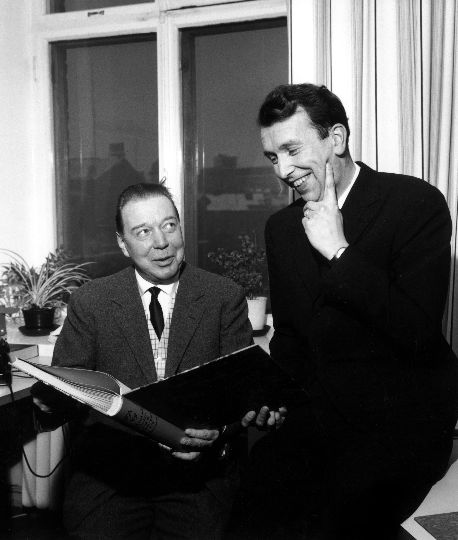
Matti Kassila (à droite) et l'écrivain Mika Waltari pour le film Tähdet kertovat, komisario Palmu (1962).
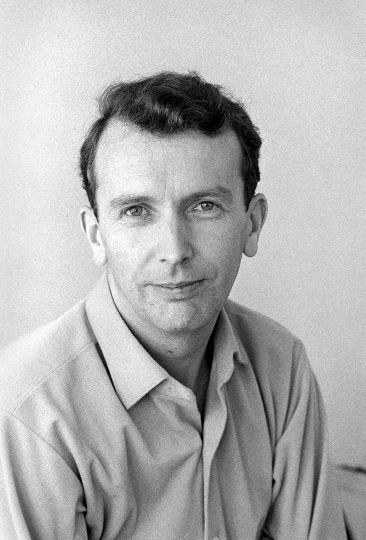
Matti Kassila en 1963

## Récompenses et distinctions
- Prix national de la cinématographie, 2008
- Jussi-béton pour l'œuvre d'une vie, 2011

## Filmographie
- Isäntä soittaa hanuria (1949)
- Professori Masa (1950)
- Maija löytää sävelen (1950)
- Lakeuksien lukko (1951)
- Radio tekee murron (1951)
- Radio tulee hulluksi (1952)
- Varsovan laulu (1953)
- Tyttö kuunsillalta (1953)
- La Semaine bleue (Sininen viikko) (1954)
- Hilmanpäivät (1954)
- Isän vanha ja uusi (1955)
- Pastori Jussilainen (1955)
- Le Temps des moissons (Elokuu) (1956)
- Kuriton sukupolvi (1957)
- Syntipukki (1957)
- Punainen viiva (1959)
- Lasisydän (1959)
- Le Mystère Rygseck (Komisario Palmun erehdys) (1960)
- La Colombe écarlate (Tulipunainen kyyhkynen) (1961)
- Du gaz, Monsieur le commissaire! (Kaasua, komisario Palmu!) (1961)
- Les Étoiles nous parlent, Monsieur le commissaire (Tähdet kertovat, komisario Palmu) (1962)
- Kolmen kaupungin kasvot (1963)
- Äl' yli päästä perhanaa (1968)
- Vodkaa, komisario Palmu (1969)
- Päämaja (1970)
- Aatamin puvussa ja vähän Eevankin (1971)
- Je veux aimer, Peter! (Haluan rakastaa, Peter) (1972)
- Meiltähän tämä käy (1973)
- Natalia (1979)
- Niskavuori (1984)
- Jäähyväiset presidentille (1987)
- Ihmiselon ihanuus ja kurjuus (1988)
- Kaikki pelissä (1994)